# Kdemultimedia
Kdemultimedia è il modulo contenente i componenti ed i programmi multimediali di base dell'ambiente desktop KDE.
L'ultima versione distribuita è la 16.12.1 del 12 gennaio 2017.

## Programmi principali
- KAudioCreator: programma per estrarre le tracce da CD musicali
- KMix: interfaccia grafica per la gestione dei canali audio del computer
- KsCD: programma per la riproduzione dei CD musicali
- KMid: programma per la riproduzione dei file MIDI
- K3b: programma di masterizzazione CD/DVD
- Křeč: semplice programma di registrazione/riproduzione file audio
- Rosegarden: sequencer/editor multimediale audio/midi
- Kaffeine: lettore audio/video